# قوائم الهاتريك
هذه قوائم الهاتريك:

## كرة القدم
- قائمة لاعبي كرة القدم الذين حققوا إنجازات قياسية في الهاتريك

### كرة القدم للأندية
- قائمة الهاتريك في الدوري الأسترالي لكرة القدم [الإنجليزية]
- قائمة الهاتريك في الدوري الألماني [الإنجليزية]
- قائمة الهاتريك في دوري أبطال آسيا
- قائمة الهاتريك في دوري أبطال أفريقيا
- قائمة الهاتريك في الكلاسيكو
- قائمة الهاتريك في كأس العالم للأندية
- قائمة الهاتريك في الدوري الإسباني
- قائمة الهاتريك في الدوري الفرنسي [الإنجليزية]
- قائمة الهاتريك في الدوري الإنجليزي الممتاز
- قائمة الهاتريك في الدوري الإيطالي
- قائمة الهاتريك في الدوري العراقي الممتاز
- قائمة الهاتريك في الدوري السعودي
- قائمة الهاتريك في دوري أبطال أوروبا
- قائمة الهاتريك في الدوري الأوروبي [الإنجليزية]
- قائمة الهاتريك في كأس السوبر الأوروبي

### كرة القدم الدولية
- قائمة الهاتريك في كأس آسيا
- قائمة الهاتريك في كأس الأمم الأفريقية
- قائمة الهاتريك في بطولة أمم أفريقيا للمحليين
- قائمة هاتريك كأس الكونكاكاف الذهبية
- قائمة الهاتريك في كوبا أمريكا
- قائمة الهاتريك في كأس العالم
- قائمة الهاتريك في كأس القارات
- قائمة الهاتريك في بطولة أمم أوروبا
- قائمة الهاتريك لمنتخب البرتغال لكرة القدم

### لاعبي كرة القدم
- قائمة الهاتريك لكريستيانو رونالدو
- قائمة الهاتريك لليونيل ميسي
- قائمة الهاتريك الدولية التي سجلها علي دائي
- قائمة الهاتريك الدولية التي سجلها بيليه